# Voo LOT Polish Airlines 007
O Voo LOT Polish Airlines 007 foi um voo operado por um Ilyushin Il-62 que caiu perto do Aeroporto de Okęcie em Varsóvia, na Polônia, em 14 de março de 1980, quando a equipe abortou o pouso e tentou dar uma volta. Todos os 87 tripulantes e passageiros morreram. Foi causada pela desintegração de um dos discos de turbina em um dos motores do avião, levando a uma falha catastrófica. O disco da turbina mais tarde foi encontrado no local do acidente com defeitos de fabricação.

## Aeronave
A LOT Polish Airlines iniciou suas rotas transatlânticas no início da década de 1970, quando decidiu comprar o Ilyushin Il-62. A aeronave que caiu foi o primeiro Il-62 que a LOT comprou para este fim, fabricada em 1971 e de prefixo SP-LAA. Como com todos os Ilyushins comprados, foi nomeado em homenagem a uma famosa figura histórica polaca, o Nicolau Copérnico ("Mikołaj Kopernik" em polaco). Estava equipado com quatro motores Kusznetsov NK-8 e havia feito seu primeiro voo no ano de 1971, levando o número de série 11004. Com o impacto, a aeronave ficou totalmente destruída.

## Acidente
No voo acidentado, a aeronave foi pilotada pelo capitão Paweł Lipowczan e primeiro oficial Tadeusz Łochocki. O voo 007 estava programado para partir do Aeroporto Internacional John F. Kennedy cerca de 19h00 (hora local) em 13 de março de 1980, mas foi adiada devido a uma forte tempestade de neve. Finalmente partiu às 21:18, e depois de nove horas de um vôo sem  anormalidades, estava se aproximando do Aeroporto de Okęcie às 11h13 hora local. Durante a sua aproximação final, cerca de um minuto antes do pouso, a tripulação informou a Torre de Controle de Okęcie que a luz indicadora do trem de pouso não estava funcionando e que eles iriam arremeter e permitir que o engenheiro de voo verificasse se o defeito foi causado por um fusível queimado ou lâmpada, ou se aconteceu algum problema com o acionamento das engrenagens.
| 11:13:46 | Controle de Okęcie | LOT 007, 5 graus para a direita.                                                                                        |
| 11:13:52 | Controle de Okęcie | LOT 007? |
| 11:13:54 | LOT 007            | Roger... um momento, temos alguns problemas com o indicador de "landing-gear-down-and-locked", solicite uma arremetida. |
| 11:13:57 | Controle de Okęcie | Roger, pista livre e altitude de 650 metros. (Naquele momento, "Kopernik" estava a uma altitude de 250 metros.)         |
| 11:14:00 | LOT 007            | Chegando na pista e 650.                                                                                                |

Esta foi a última transmissão de "Kopernik". Nove segundos depois, a aeronave entrou de repente em um mergulho íngreme. Às 11:14:35, após 26 segundos de descida descontrolada, a aeronave cortou uma árvore com a asa direita e impactou o fosso coberto de gelo de uma fortaleza militar polonesa do século XIX com uma velocidade de 380 km/h (238 mph) em um ângulo descendente de 20 graus, a 950 metros do limiar da pista e a 100 metros de uma área residencial. No último momento, o capitão Paweł Lipowczan, usando nada além dos ailerons do avião, conseguiu evitar bater em um reformatório para adolescentes localizados na Rua Rozwojowa. No impacto, a aeronave se desintegrou; uma grande parte do casco principal ficou submersa no fosso, enquanto a cauda e as partes do trem de pouso principal foram lançadas alguns metros mais adiante, logo antes da entrada do forte. Na cena, uma equipe de mergulho tentou recuperar partes do avião (incluindo alguns dos motores) do fosso, mas o local era muito escuro. Em última análise, o fosso teve que ser drenado para permitir que o time de investigação de acidentes aéreos recuperasse partes do avião desintegrado. O corpo do capitão Lipowczan foi encontrado deitado na rua a cerca de sessenta metros do local do acidente; outros corpos foram espalhados entre as partes do avião.

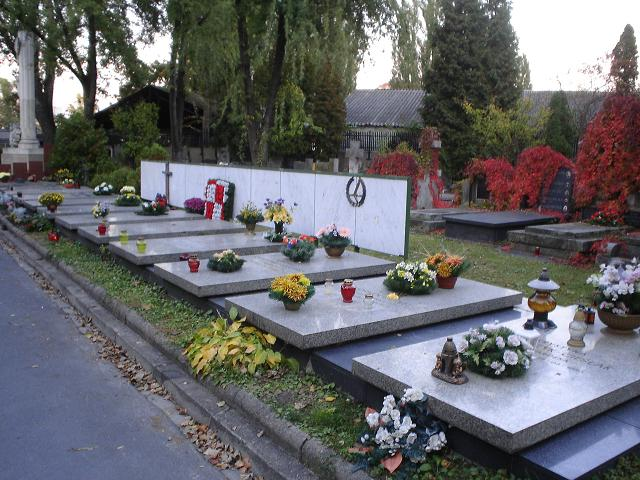
Tumbas da tripulação no Cemitério Militar de Powązki, Varsóvia.

Entre as 87 mortes, a cantora polonesa Anna Jantar, o etnomusicologista norte-americano Alan P. Merriam, seis estudantes polacos voltando para casa depois de uma conferência na AIESEC em Nova Iorque e uma equipe de boxe amador dos EUA. De acordo com os médicos que chegaram ao local, muitos passageiros aparentemente estavam dormindo quando o avião caiu, mas alguns deles - incluindo muitos dos boxeadores - estavam supostamente conscientes de que estavam prestes a morrer, enquanto eles seguravam seus assentos tão fortemente que, no impacto, os músculos e os tendões nos braços foram rompidos. Alguns relatórios sugeriram que alguns dos boxeadores realmente sobreviveram ao acidente e se afogaram no fosso, mas nenhuma evidência para isso foi apresentada.
Por coincidência irônica, no momento em que o "Kopernik" caiu, uma conferência sobre melhorias na segurança aérea foi realizada no Aeroporto de Okęcie, a menos de um quilômetro de distância.
Em um giro do destino, Ryszard Chmielewski, o engenheiro de voo, estava programado para voar para Varsóvia naquele dia; mas ele sofria de jet lag e descanso insuficiente após o voo anterior, ele mudou de turno com um de seus colegas e saiu de Nova Iorque um dia depois. Sete anos depois, como engenheiro de vôo e instrutor, monitorando o progresso do engenheiro de voo Wojciech Kłossek, ele estava a bordo do Voo LOT 5055, que caiu matando ele e todas as 183 pessoas a bordo.
Em outro toque de sorte, o futuro campeão mundial de pesos pesados e peso cruiser Bobby Czyz foi reservado para estar no voo como parte da equipe amadora americana acima mencionada. No entanto, devido a um acidente de carro na semana anterior, ele ficou ferido e não fez a viagem. Além disso, o boxeador Sal Cenicola feriu seu ombro direito nas semanas que levaram o voo e não fez a viagem por causa de seus ferimentos.
| Nacionalidade     | Passageiros | Tripulação | Total |
| ----------------- | ----------- | ---------- | ----- |
| Polónia           | 42          | 10         | 52    |
| Estados Unidos    | 28          | 0          | 28    |
| União Soviética   | 4           | 0          | 4     |
| Alemanha Oriental | 3           | 0          | 3     |
| Total             | 77          | 10         | 87    |

## Investigação
A polícia rapidamente cercou o local e dispersou os curiosos. A recuperação de peças do avião começou logo depois. Tanto a caixa preta como o gravador de dados de voo foram encontrados rapidamente; infelizmente, a gravação de repente parou nove segundos após a última transmissão, 26 segundos antes do acidente.
Ao recuperar os motores, o motor interior esquerdo (motor número 2) foi encontrado destruído pela metade, mantido unido ao pilone apenas pelas linhas de combustível. Quando o motor foi examinado, o disco da turbina de baixa pressão havia desaparecido; apesar de uma pesquisa extensa, não foi encontrada no local do acidente. Finalmente, o disco da turbina foi só encontrado a cerca de quatro quilômetros (2,5 milhas) do local do acidente, dividido em três peças de tamanho semelhante.
Depois de recuperar a cabine, os aceleradores dos motores 2 e 3 (motores internos da direita) foram configurados para o modo de desligamento, enquanto no motor 4 (motor externo direito) o impulso foi ajustado para o máximo. A comissão investigadora perguntou aos russos se um Il-62 conseguiu chegar à pista com um motor em operação; não foi recebida nenhuma resposta conclusiva, mas cálculos baseados nos dados técnicos oficiais sugeriram que, enquanto o impulso de um motor era insuficiente para a aeronave manter a altitude, era suficiente chegar à pista e tentar pousar. Nenhuma explicação foi encontrada por que a aeronave com um motor ativo com potência máxima entrou repentinamente em um mergulho íngreme.
A análise detalhada das peças do disco da turbina encontrou várias impurezas metálicas nas bordas de dois deles; em um caso, eles foram identificados como provenientes da nacele do motor, em outro, as impurezas vieram da nacele, do casco, dos atuadores de controle e, finalmente, dos cabos elétricos. Além disso, o exame detalhado da superfície do disco das palhetas quebrado mostrou evidências significativas de fadiga do material.

### Sequência de eventos
Finalmente, quando os impulsores de controle foram encontrados cortados ao meio, foi comprovado que o corte não foi causado pelo acidente, e alguns vestígios da liga de metal do disco da turbina foi feito na superfície do corte, a sequência de eventos tornou-se clara. O desastre começou quando "Kopernik" foi instruído a subir para um nível de voo mais alto. Quando o impulso necessário foi aplicado a todos os quatro motores, a turbina de baixa pressão do motor número 2 desintegrou-se após 9 segundos. Uma peça do disco da turbina foi ejetada para cima, não causando nenhum dano significativo; a segunda peça atingiu o motor número 1, danificando-o seriamente; finalmente, a terceira peça do disco disparou no casco, cortou as hastes de controle do leme e destruiu o motor número 3, causando perda de controle sobre o avião; Também cortou os cabos de alimentação para o gravador de dados de voo e a caixa preta. Isso fez com que os últimos momentos do "Kopernik", fossem desconhecidos.
As barras de controle de corte também explicaram o súbito mergulho íngreme. Quando foram cortados, o estabilizador horizontal, sob seu próprio peso, caiu, fazendo com que o nariz também baixasse. Isso pode ser neutralizado pela guarnição vertical; nos Ilyushin Il-62, o interruptor ajustou a guarnição vertical para a operação manual, foi protegido por um fio fino e afiado. Na mão direita do capitão Lipowczan, pequenas feridas foram encontradas, e foram confirmadas para serem feitas enquanto Lipowczan ainda estava vivo; supostamente, ele rasgou a segurança e tentou controlar a guarnição vertical, mas era muito tarde.
Em uma entrevista para a série de televisão polonesa The Black Series, o capitão Tomasz Smolicz, um experiente piloto de linha aérea que voou milhares de horas em rotas transatlânticas em Ilyushin Il-62 e Il-62M nas décadas de 1970 e 1980 (ele voou com o "Kopernik" de Varsóvia para Nova Iorque, 1 dia antes do acidente), afirmou que os aviões que retornam a Varsóvia. Geralmente aterrissaram no campo de pista 150 (150 graus, sul-sudeste), e se aterrissem no meio-dia em um dia ensolarado (como em 14 de março de 1980), o sol brilhava quase diretamente nos olhos, cansados depois de várias horas de voo noturno e monitoramento constante dos instrumentos da cabine; isso às vezes causava desorientação e confusão se uma luz indicadora realmente estava acesa ou não; então, naquele dia, o indicador do trem de pouso poderia ter sido realmente aceso, mas os membros da equipe podem ter conseguido vê-lo de forma incorreta. Durante a recuperação, o trem de pouso foi devidamente estendido e bloqueado.

## Causa do desastre
De acordo com a Comissão Especial de Desastres do Governo Polonês, o acidente foi causado por defeitos em materiais, falhas no processo de fabricação do eixo do motor a jato Kuznetsov NK-8 e fraquezas no projeto de sua turbina.
Durante a fabricação do eixo de baixa pressão, em um local onde seu diâmetro de seção aumenta, um passo afiado de 90 graus foi feito, resultando em uma mudança súbita de diâmetro em um comprimento linear muito curto. Em termos de engenharia, tal passo nítido em vez de uma fila em raio causa uma concentração significativa de estresse. Isso se tornou um exemplo trágico, de livros didáticos, de aumento de concentração de tensão de um "eixo escalonado", o qual, por sua vez, iniciou a formação de micro-rachaduras através do núcleo do material, um fenômeno conhecido como fadiga de material. Além disso, a análise metalúrgica descobriu que as impurezas de liga estavam presentes, como inclusões não metálicas na liga do eixo, além do processo de tratamento térmico incorretamente realizado, o que reduziu ainda mais a capacidade do eixo de transportar as cargas de torção conforme projetado. O eixo do motor incorretamente usinado, acoplado com impurezas de liga metalúrgica, facilitou uma fadiga acelerada deste componente do motor-chave através da formação absoluta de micro-rachaduras através do núcleo do eixo, levando em última instância à sua falha.
Ao longo do tempo, a magnitude dos defeitos estruturais no eixo de "Kopernik" atingiu um ponto crítico e o eixo quebrou, resultando na separação física da turbina de baixa pressão do compressor de baixa pressão. Como resultado, a turbina de baixa pressão se desintegrou explosivamente. Executado com enorme força, peças de turbinas danificaram 2 motores adicionais e cortaram o casco. Isso causou a perda dos controles de voo verticais e horizontais (leme e elevador) e uma falha maciça de vários sistemas da aeronave. A súbita perda de controle das superfícies de controle de vôo causou um mergulho íngreme e irrecuperável e resultou em uma queda, 26 segundos a partir do momento da falha original.
Um artigo de imprensa, divulgado na Polônia em 2010 e com base na revisão da documentação arquivística mantida no IPN, afirmou que as autoridades da PRL contribuíram para o acidente, exigindo economias da PLL LOT e exploração excessiva de motores. Como resultado da política econômica de Edward Gierek na República Popular da Polônia na segunda metade da década de 1970, começou a aumentar os preços, que começam a arrastar o país para uma crise econômica. Nessas circunstâncias, o Ministério dos Transportes exigiu a redução de custos pela LOT. Uma das primeiras decisões para reduzir os custos foi minimizar os aviões de reabastecimento em aeroportos estrangeiros devido ao aumento dos preços dos combustíveis a jato. Aeronaves alimentadas na Polônia com o máximo de peso possível para a descolagem. Como resultado, a tripulação usou o comprimento total da pista de decolagem, enquanto o voo de volta tinha uma quantidade relativamente pequena de combustível, que às vezes forçava a pousar em mau tempo. Os voos com um peso máximo de descolagem aumentaram o desgaste do motor, que teve que trabalhar mais.
Os motores NK-8-4 não eram confiáveis o suficiente. A vida útil da garantia foi de 5000 horas. Cerca de metade do motor explorado da LOT falhou após 2000-3000 horas. Os pilotos polacos costumavam chamar de "caixões voadores" Il-62. Mas, apesar da baixa confiabilidade, a companhia aérea decidiu aumentar os intervalos de vida da revisão para reduzir o número de reparos, já que esses reparos são realizados nas fábricas soviéticas e eram bastante caros. A LOT enviou uma carta à Ilyushin Design Bureau dos resultados de um teste em que se constatou que os motores poderiam operar normalmente 8600 horas sem manutenção. Do escritório do escritório de design veio a resposta que os poloneses podem voar tanto quanto eles querem, mas o fabricante é responsável apenas pelo trabalho durante 5000 horas de voo. Aumento do estresse nos motores quando voa de Varsóvia com um peso máximo e aumento do intervalo de serviço que leva a uma falha de crescimento. Houve casos em que o  IL-62 voou de Nova Iorque para Varsóvia sem passageiros, em três motores. Representantes da equipe técnica do Aeroporto Internacional John F. Kennedy relataram dois voos semelhantes nos últimos 2 anos. A causa mais comum de falha de flexão ou quebra das lâminas. Como resultado, houve uma situação rápida quando o número de motores úteis não era suficiente. LOT inseriu as seguintes práticas: use três motores dentro do tempo de serviço, e um mais em excesso desse tempo. Como aconteceu durante a investigação, a prática era bastante comum. As técnicas das companhias aéreas chamaram esses motores de "líderes".
Inicialmente, o motor número 2 foi instalado na aeronave SP-LAC (Fryderyka Chopina) mas depois de 1700 horas de voo em 1975, o motor foi removido devido ao dano da lâmina do compressor de baixa pressão e enviado para reparo à União Soviética. Após a reparação, o motor foi colocado a bordo do SP-LAB (Tadeusz Kościuszko) Após 5000 horas de voo, a vibração foi detectada acima do nível aceitável e sensivelmente sentida na parte de trás da aeronave. Portanto, em 1978, o motor foi novamente removido para reparo e após o reparo no quadro SP-LAA (Mikolaj Kopernik). No entanto, o reparo foi realizado na Polônia. Após a reparação, o motor acumulou 700 horas antes do acidente.
Apesar das vibrações, o motor defeituoso foi montado na aeronave, alegando que o nível de vibração estava abaixo dos padrões aceitáveis. Antes do voo para Nova Iorque, a aeronave foi verificada pelo mecânico Zdzislaw Yarmonyakom, que descobriu que o motor número 1 tinha uma concavidade nas lâminas da turbina. Esta concavidade estava localizada na parte mais larga da lâmina - na parte inferior. O mecânico queria denunciá-lo, e então olhou para o registro técnico da aeronave e viu que o defeito já estava marcado ali, mas, em seguida, o avião foi posteriormente autorizado a voar. Como ele explicou mais tarde aos investigadores, o mecânico decidiu que a concavidade está dentro da tolerância. O motor número 3 tinha 8200 horas de operação sem reparo. Na verdade, o avião SP-LAA (Mikolaj Kopernik) foi autorizado a voar para Nova Iorque com três motores "líderes" e apenas o número 4 era totalmente útil.

## Consequências
A Comissão Especial de Desastres do Governo Polonês enviou suas descobertas sobre a causa do acidente para Moscou. Em resposta, engenheiros e cientistas russos declararam que as razões apresentadas eram inverossímil e que a turbina se desintegrou devido à falha do motor, ao contrário do que foi afirmado no relatório polonês. (Isso poderia ser parcialmente atribuído a um rancor aos engenheiros russos contra os poloneses, que compraram seus Ilyushins, mas substituíram seus sistemas de radionavegação soviéticos por sistemas americanos mais modernos.) Muitos anos depois, revelou-se que após o acidente do voo 007, todos os Il-62 usados por oficiais russos tiveram seus motores discretamente substituídos por novos. Em uma ocasião, o governo polonês disse que o Il-62M havia sido instalado com motores especialmente para uma viagem policial russa-polonesa a Pequim; depois disso, os motores foram levados de volta à União Soviética.
O relatório da comissão Polonesa também pediu algumas modernizações no design do Il-62, principalmente o dobro dos controles de voo, de modo que, se um sistema falhasse, o avião ainda seria controlável. Na época, controles redundantes desse tipo eram de uso geral em aeronaves americanas e européias. Esta questão nunca foi abordada pelos russos; nenhum dos seus Ilyushins de todos os tipos instalou controles alternativos.

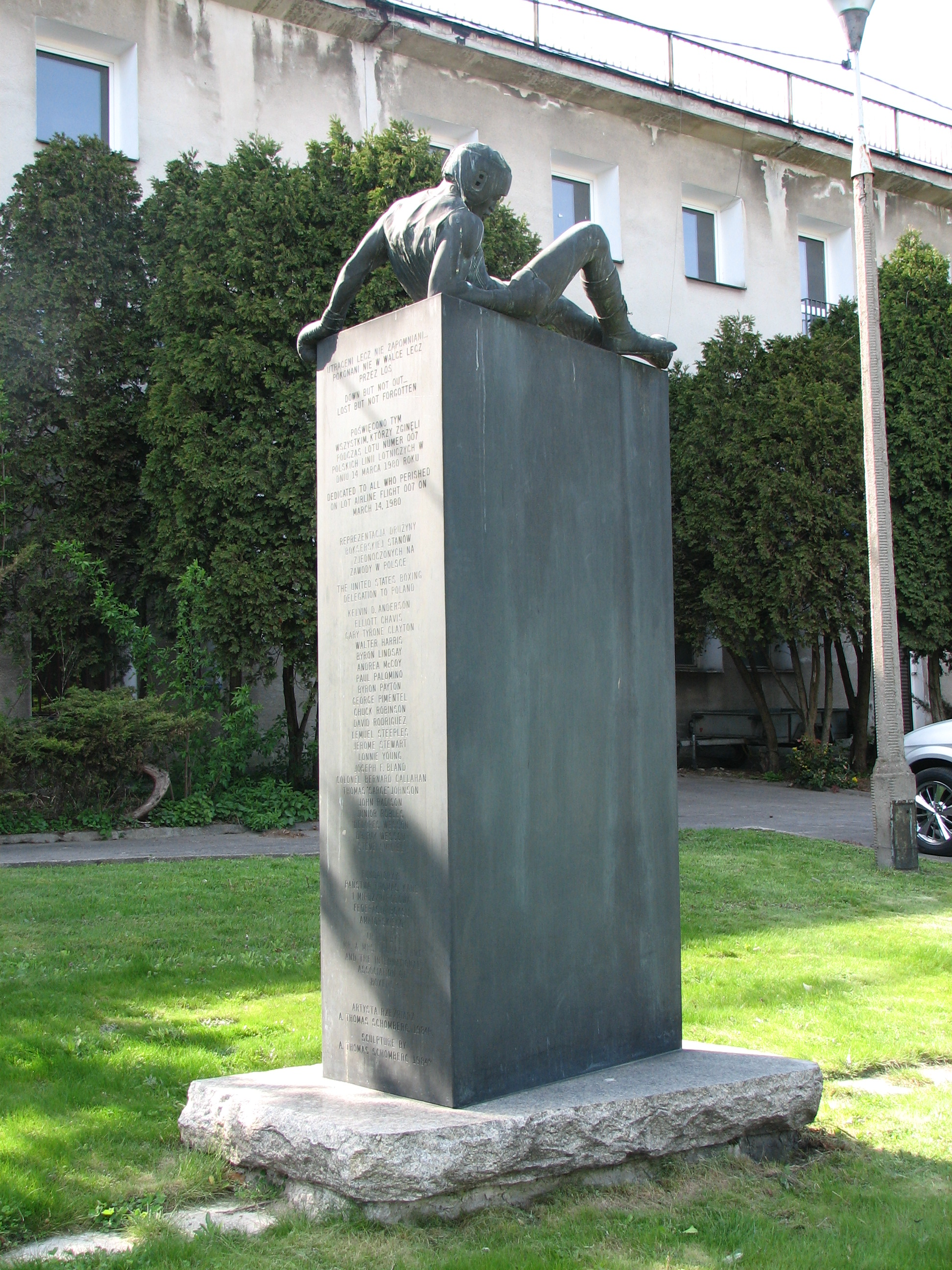
Memorial aos boxeadores

Uma pequena estátua dedicada aos boxeadores que morreram no acidente (um prisma trigonal feito de bronze, com uma estátua de boxer nocauteado no topo, está localizado nas terras do clube desportivo de Varsóvia, o Skra Warszawa). Uma estátua idêntica está localizada no Centro de Treinamento Olímpico dos Estados Unidos em Colorado Springs. As estátuas foram financiadas por Thomas Kane de Printon Kane and Company e a AIBA, foram desenhadas pelo escultor americano Auldwin Thomas Schonberg.
Os túmulos da equipe do "Kopernik" estão localizados no Cemitério Militar de Powązki, Varsóvia. Uma das ruas adjacentes ao local do acidente tem o nome do capitão Paweł Lipowczan.

## Ligações Externas
- Planecrash Info accident report
- Artigo da imprensa polonesa (em polonês)
- Local do acidente
- Materiais divulgados na versão polonesa da Wikipédia dedicada ao mesmo assunto

### Fotos do avião
- Photo of Ilyushin 62 SP-LAA
- LOT Polish Airlines Ilyushin IL-62

### Fotos do acidente
- Planecrashinfo.com photo and report
- republika.pl (foto 1)
- republika.pl (foto 2)